# 張昊

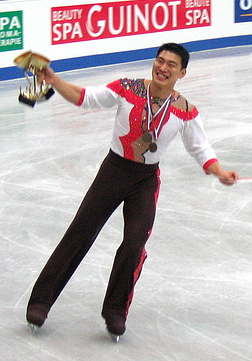
張昊

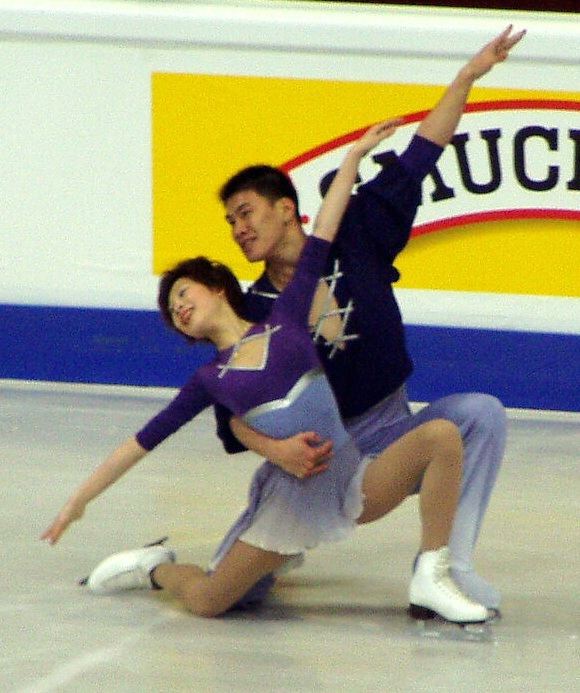
張丹(左)与張昊(右)

張昊（1984年7月6日—），中國花樣滑冰運動員，于1998年至2012年，他與前舞伴張丹參與雙人滑的花樣滑冰賽事，在2006年冬季奥林匹克运动会花样滑冰双人滑取得银牌。此后，他与彭程、于小雨先后搭档，取得冬奥会第八名的成绩。

## 生涯
張昊與張丹籍貫同是哈尔滨，其教練都是姚濱，兩人合作得到的首個冠軍是在北京的世界青少年大獎賽，當時是在1998年的10月。1年後的12月後，張丹與張昊於世界青少年大獎賽加拿大站得到亞軍。
2000年，「雙張」先後在世界青少年大獎賽（日本站、哈爾濱站與挪威站）和世界青少年總決賽（英國站）贏得了四次的冠軍，又在世界青少年總決賽的波蘭站和於世界青少年錦標賽排名第五和第四。
翌年，張丹與張昊在世界青少年錦標賽中第一次登上冠軍寶座，也是該年度的兩人獲得的唯一一個重要錦標。翌年，兩人於鹽湖城冬季奧運中的雙人滑小項中，名列第11位，在後來的世界錦標賽中取得第9位，並於四大洲錦標賽中得到第三名。
在2003年與2004年中，兩人所獲得最重要的獎項是世界青少年錦標賽、全國錦標賽冠軍、四大洲锦标赛亞軍、四大洲锦标赛季軍與世锦赛第5名和世锦赛第6名。
2005年，「雙張」取得4個重要錦標，分別為世界錦標賽季軍、世界花樣滑冰大獎賽兩個分站冠軍與世界花样滑冰大奖赛總決賽的亞軍，並於3月奪得十運會雙人滑的金牌。二人並為都靈冬季奧運積極準備。
2006年，张昊与张丹在2006年意大利都灵冬奥会双人花样滑冰项目中得到银牌。同年3月，二人於加拿大西南部城市卡尔加里的錦標賽雙人滑短節目中以65.58分排名第一位，這是兩人的最新得分，而在自由滑上，得分186.42分，最終取得亞軍。幾日後，兩人取中央電視台頒授的年度體壇十大風波人物的獎項。同年，加入中国共产党。
翌年，兩人於2007年都靈世界大學生冬季運動會中以31分的距離奪得金牌，成為了中國於該屆運動會的第一面金牌。同年的11月，他們在俄羅斯站的大獎賽以192.68分奪得冠軍。2008年1月18日，二人於十一冬運會中取得雙人滑小項的銀牌。
2009年2月，張丹與張昊的組合第三度參與世界冬季大學生運動會，並為開幕式燃點聖火。
2012年5月，舞伴张丹宣布退役，随后张昊与新舞伴彭程搭档。
2014年，张昊与彭程参加索契冬季奥运会。
2016年，张昊与新搭档于小雨参加2016-2017世界花样滑冰大奖赛总决赛并获得亚军。